# إدوارد ديفيد مايلز
إدوارد ديفيد مايلز (بالإنجليزية: Edward David Miles)‏ هو سياسي بريطاني، ولد في 27 يناير 1845 في المملكة المتحدة، وتوفي في 3 مارس 1922 ببريزبان في أستراليا.